# Cédé
Cédé is een historisch Nederlands merk van (onder andere) motorfietsen.
De Generator- en Carburateurfabriek Cédé stond aan de Boersteeg (Kerkweg) in Ruinerwold. Directeur van de fabriek was dhr. Derks, de technische leiding lag in handen van Jules de Ceuster.
Dit Nederlandse bedrijf bouwde in 1919 en 1920 enkele motorfietsen.
Ook fabriceerde het bedrijf deurkrukken en kranen.